# Jan Kahmann
Jan Kahmann (* 14. Mai 1947 in Gelnhausen) ist ein deutscher Gewerkschafter. Er gehörte dem geschäftsführenden Hauptvorstand der Gewerkschaft Öffentliche Dienste, Transport und Verkehr (ÖTV) an und war von 2001 bis 2007 Mitglied des Bundesvorstands der Vereinten Dienstleistungsgewerkschaft (ver.di).

## Leben & Werdegang
Kahmann machte nach dem Schulabschluss eine Ausbildung zum Matrosen in der Handelsschifffahrt. Diesen Beruf übte er bis 1972 aus. Von 1972 bis 1975 besuchte er die Hochschule für Nautik. Das Studium schloss er mit dem Patent des Kapitäns auf großer Fahrt ab. Bis 1977 arbeitete er wieder als Steuermann in der Handelsschifffahrt, zuletzt als Zweiter nautischer Offizier.
Er ist verheiratet und hat zwei Kinder.

## Gewerkschaftsfunktionen
Seit 1977 ist Kahmann hauptberuflicher Gewerkschafter. Von 1978 bis 1983 war er in der ÖTV-Bezirksverwaltung Hamburg und bei der ÖTV-Hauptverwaltung in Stuttgart Sekretär für den Bereich Seeschifffahrt. 1983 wechselte er in die ÖTV-Bezirksverwaltung Weser-Ems mit dem Arbeitsbereich Transport und Verkehr sowie Ver- und Entsorgung. 1987 wurde er stellvertretender Vorsitzender des ÖTV-Bezirks Weser-Ems. Von 1996 bis 2000 war er dort Bezirksvorsitzender. Im Jahr 2000 wurde er in den geschäftsführenden Hauptvorstand der ÖTV gewählt, zuständig für die Bereiche Verkehr und Besondere Dienstleistungen und zeitweilig auch für den Personalbereich und Energiebereich.
Mit der Gründung der Vereinten Dienstleistungsgewerkschaft wurde er in deren Bundesvorstand gewählt. Er leitete den  Bundesfachbereichs Verkehr (FB 11). Beim Bundeskongress im Oktober 2003 in Berlin wurde er mit 85,6 Prozent der Delegiertenstimmen in seinem Amt bestätigt. Beim Bundeskongress 2007 kandidierte er nicht mehr.
Kahmann war bis 2008 stellvertretender Aufsichtsratsvorsitzender des TUI-Konzerns und der Eurogategruppe.

## Veröffentlichungen
- Jagd auf menschliches Gold. Die Kaperung des Containerschiffs „Taipan“ und der Hamburger Piratenprozess. KellnerVerlag Bremen 2016, 472 Seiten, ISBN 978-3956511158